# تانيا دنيس
تانيا دنيس (26 أغسطس 1985 - ) هي لاعبة كرة قدم كندية في مركز الدفاع.

## وصلات خارجية
- تانيا دنيس على موقع الاتحاد الدولي (مؤرشف)  (الإنجليزية)
- تانيا دنيس على موقع قاعدة بيانات كرة القدم.إي يو (الإنجليزية)